# Радищевское городское поселение (Иркутская область)
Радищевское муниципальное образование — муниципальное образование со статусом городского поселения в
Нижеилимском районе Иркутской области России. Административный центр — посёлок Радищев.

## Население
| 2010 | 2011  | 2012  | 2013  | 2014  | 2015  | 2016 |
| ---- | ----- | ----- | ----- | ----- | ----- | ---- |
| 1140 | ↘1131 | ↘1084 | ↘1039 | ↘1029 | ↘1004 | ↘981 |
| 2017 | 2021  |       |       |       |       |      |
| ↘956 | ↘893  |       |       |       |       |      |

По результатам Всероссийской переписи населения 2010 года
численность населения муниципального образования составила 1140 человек, в том числе 507 мужчин и 663 женщины.

## Населённые пункты
В состав муниципального образования входят населённые пункты
- Радищев[11]